# Новосибирское (Сахалинская область)
Новосиби́рское — село в Холмском городском округе Сахалинской области России, в 48 км от районного центра.

## География
Находится на берегу Татарского пролива.

## История
До 1945 года принадлежало японскому губернаторству Карафуто и называлось Цуэто (яп. 杖遠). Переименовано 15 октября 1947 года, большинство жителей здесь были переселенцами из Новосибирской области.

## Население
| 2002 | 2010 | 2013 | 2021 |
| ---- | ---- | ---- | ---- |
| 256  | ↘100 | ↘92  | ↘45  |

По переписи 2002 года население — 256 человек (132 мужчины, 124 женщины). Преобладающая национальность — русские (92 %).

## Инфраструктура
Ранее в селе находился Зверосовхоз имени А. П. Чехова. Пляж в селе является местом отдыха как селян, так и жителей соседнего Чехова.

## Транспорт
В селе находится железнодорожная станция Байково (пригородный поезд сообщением Холмск — Томари, курсирует по понедельникам, пятницам и субботам 2 раза в сутки). Автобусное сообщение представлено рейсовым автобусом 175, связывающим село с селом Чехов.